# Тойхерт, Седрик
Седрик Тойхерт (нем. Cedric Teuchert; род. 14 января 1997, Кобург) — немецкий футболист, нападающий клуба «Сент-Луис Сити». Участник летних Олимпийских игр 2020.

## Клубная карьера
Тойхерт — воспитанник клубов «Кобург» и «Нюрнберг». 7 ноября 2014 года в матче против «Зандхаузена» он дебютировал во Второй Бунделсиге. 15 мая 2016 года в поединке против «Падерборна» Себрик забил свой первый гол за «Нюрнберг».
В начале 2018 года Тойхерт перешёл в «Шальке 04», подписав контракт на три года. Сумма трансфера составила 1 млн евро. 7 февраля в поединке Кубка Германии против «Вольфсбурга» Седрик дебютировал за новый клуб. 31 марта в матче против «Фрайбурга» он дебютировал в Бундеслиге.
В сезоне 2019/20 Тойхерт на правах аренды перешёл в «Ганновер 96». 17 августа в матче против «Веена» он дебютировал за новый клуб. В поединке против «Хольштайна» Седрик забил свой первый гол за «Ганновер 96».
1 августа 2020 года Тойхерт перешёл в «Унион Берлин». 19 августа в матче против «Аугсбурга» он дебютировал за новую команду. 2 ноября в поединке против «Хоффенхайма» Седрик забил свой первый гол за «Унион».
2 января 2022 года Тойхерт вернулся в «Ганновер 96», подписав контракт до 30 июня 2024 года.
28 мая 2024 года было объявлено о переходе Тойхерта по свободному трансферу в клуб MLS «Сент-Луис Сити» после открытия летнего трансферного окна в американской лиге 18 июля. Игрок подписал с клубом двухлетний контракт до июня 2026 года с клубной опцией продления на оставшуюся часть сезона 2026. В MLS он дебютировал 20 июля в матче против «Спортинга Канзас-Сити». 27 июля в матче Кубка лиг 2024 против «Далласа» он забил свой первый гол за «Сент-Луис Сити».

## Международная карьера
В 2016 году в составе юношеской сборной Германии Тойхарт принял участие в домашнем юношеском чемпионате Европы. На турнире он сыграл в матчах против Нидерландов, Италии, Португалии и Австрии. В поединке против австрийцев Седрик забил гол.
В 2021 году в составе олимпийской сборной Германии Тройхерт принял участие в летних Олимпийских играх 2020. На турнире он сыграл в матчах против команд Бразилии, Саудовской Аравии и Кот-д’Ивуара.